# 艾氏拟水龟
艾氏拟水龟（学名：Mauremys iversoni）为龟科拟水龟属的爬行动物，是黄喉拟水龟与三线闭壳龟的杂交种。在中国大陆，分布于福建、贵州等地。该物种的模式产地在福建南平附近。